# Ингелхайм ам Рейн
Ингелхайм ам Рейн (на немски: Ingelheim am Rhein) е град в Рейнланд-Пфалц, Германия с 24 155 жители (към 31 декември 2014). От втората половина на 8 век до 11 век тук пребивават и управляват императорите и кралете. На 20 юни 840 г. император Лудвиг Благочестиви умира в Ингелхайм.
Намира се на река Рейн и е пристанещен град. На изток се намират градовете Майнц и Висбаден. В документи е споменат като Ingilinheim (782), Ingilheim и Ingelnheim (1286).
В 838 г. се датира първото сведение за източноримско посланичество в двора на Лудвиг Благочестиви в Ингелхайм в западните извори – франкска хроника, наречена „Аналите на св. Бертан“. В нея се говори за представители на народа Рус (Rhos vocari dicebant), които били в състава на византийската делегация. Кралят попитал за техния произход и научил, че това са шведи.
Ингелхайм става град през 1939 г.